# Памятник Юрию Гагарину (Ташкент)
Памятник Юрию Гагарину установлен в Ташкенте в честь Юрия Алексеевича Гагарина, советского лётчика-космонавта, Героя Советского Союза — первого человека в мировой истории, совершившего полёт в космическое пространство.

## История

Открытка с изображением обелиска Ю. А. Гагарину, установленного в парке имени Гагарина, Ташкент, 1970. Фото В. Бровко

В начале 60-х годов XX века на территории первого ботанического сада в Ташкенте, на левом берегу канала Анхор, был устроен парк, названный в честь Юрия Алексеевича Гагарина. В 1969 году в парке был установлен обелиск, имевший вид стелы с водруженным на неё бетонным кубом, на одной из сторон которого был выполнен барельеф в виде портрета космонавта.
В 1979 году обелиск был заменён памятником, авторства скульптора Григория Постникова, известного своими работами на космическую тему, и архитектора Сабира Адылова. На открытии памятника присутствовали космонавты Георгий Береговой и Владимир Джанибеков.
В 1995 году памятник был перенесён в Чиланзарский район города на улицу, носящую имя Юрия Гагарина, напротив кинотеатра «Чайка», позднее также переименованного в честь первого космонавта.

## Описание памятника
Ростовая бронзовая скульптура изображает Юрия Гагарина в космическом скафандре без шлема, стоящего на вершине земного шара, на фоне 28-метровой стелы в виде стилизованного конденсационного следа ракеты. В правой руке, поднятой вверх, он держит макет первого искусственного спутника земли. На постаменте памятника, облицованного розовым гранитом, металлическими буквами выложено имя «YURIY GAGARIN».
Композиционно и стилистически памятник схож с монументом Первый спутник работы скульптора С. Ковнера, установленного в 1958 году на улице у вестибюля станции метро Рижская в Москве.
На месте первоначального открытия памятника, в парке им. Ю.А.Гагарина, постамент был установлен на высоком холме, от подножия которого к вершине вела широкая гранитная лестница.
На новом месте постамент памятника установлен на ровной бетонной площадке.

## Современное состояние
Памятник Юрию Гагарину и прилегающая к нему площадь служит местом проведения торжественных мероприятий, посвящённых Международному дню авиации и космонавтики, с участием представителей государственной власти и российских дипломатов.
После ряда публикаций в узбекистанских СМИ, касающихся неприглядного состояния окрестностей вокруг монумента, в дни, когда не проводятся праздничные мероприятия, местные власти приступили к работам по облагораживанию территории, прилегающей к памятнику.